# Quirina Mocenni Magiotti
Quirina Mocenni Magiotti di Montevarchi (* 1781 in Siena; † 3. Juli 1847 in Florenz) war eine italienische Adelige.

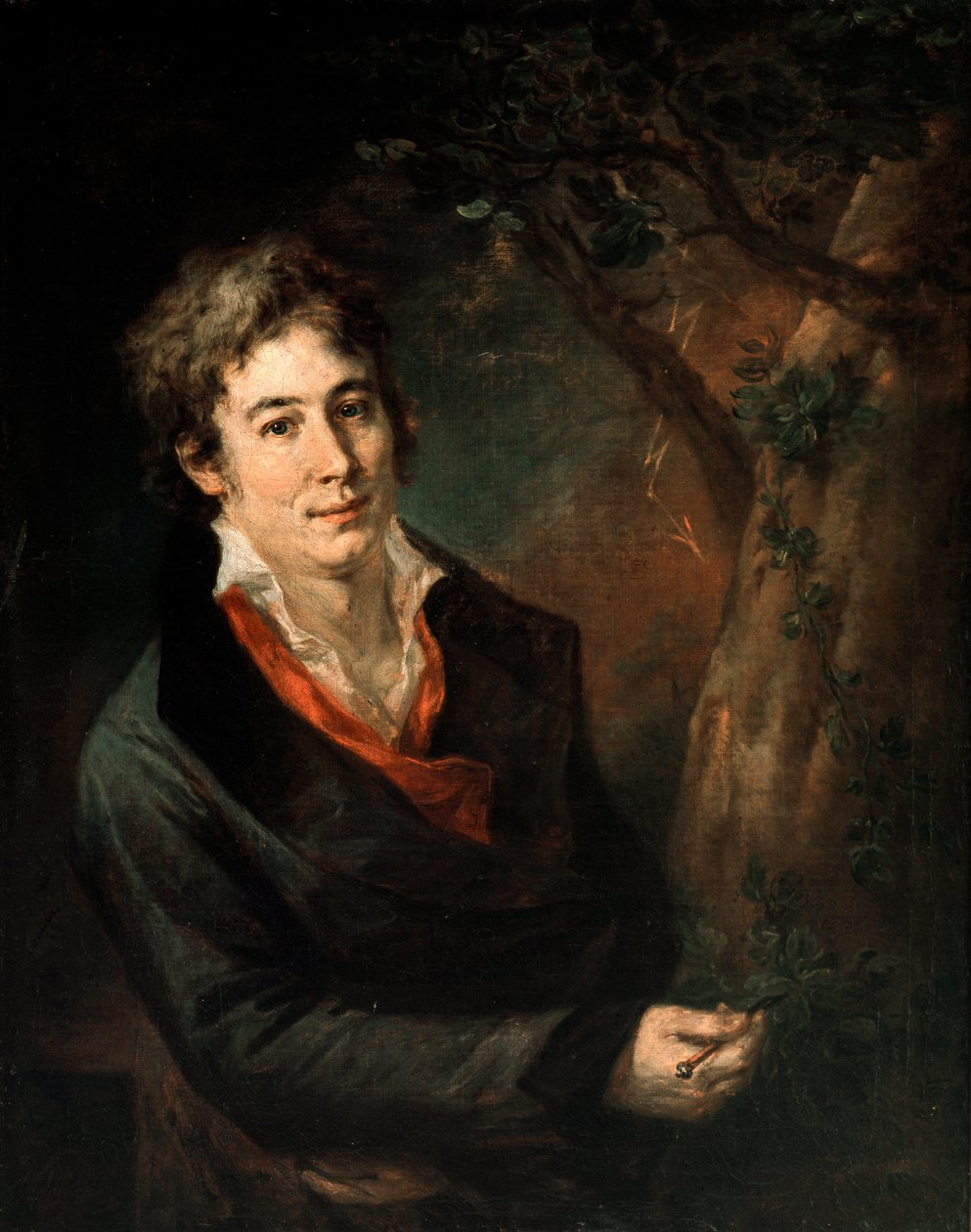
Andrea Appiani, Porträt von Ugo Foscolo, Mailand, Pinacoteca di Brera, 1801–1802

## Leben
Sie wurde als Quirina Mocenni geboren und war die Tochter von Ansano Mocenni, einem wohlhabenden sienesischen Kaufmann, und Teresa Regoli, „Betreiberin eines bedeutenden Salons, der von einigen der wichtigsten Persönlichkeiten der kulturellen Wiedergeburt Sienas (Francesco Gori Gandellini, Mario Bianchi, Ansano Luti, Giuseppe Ciaccheri) während der Jahre des Großherzogs Peter Leopold und von denjenigen, die in Siena blieben, wie Vittorio Alfieri, besucht wurde“.
Quirina studierte am Konservatorium Santa Maria Maddalena in Siena und heiratete 1801 Ferdinando Magiotti di Montevarchi, einen Adligen aus der Provinz, Urenkel von Raffaello Magiotti, aber auch „ein armer Unglücklicher, stumm von Geburt, aber reich“.
„Major Camillo Magiotti, Spross einer Familie, die sich rühmt, einen der warmherzigsten und angesehensten Freunde Galileis zu ihren Mitgliedern gezählt zu haben, war unglücklich über seinen einzigen Sohn, dem die Natur das heilige Licht der Vernunft vorenthalten hatte, und wollte ihn der Obhut eines Gefährten anvertrauen, der ihn nach dem Tod der Eltern mit gleicher Zuneigung betreuen und sein Unglück wenigstens durch die Aufrechterhaltung der Annehmlichkeiten, die sein großes Vermögen ermöglichte, lindern würde.“
Sie lebte mit ihrem Mann zwischen Florenz und Montevarchi, und ihr Freund Leopoldo Cicognara, Stammgast in ihrem Florentiner Salon, machte sie im Herbst 1812 mit Ugo Foscolo bekannt. Zwischen den beiden begann eine Liebesbeziehung, die – zumindest biblisch – nur 15 Tage dauerte.
Es ist schwer zu sagen, ob Foscolo sie wirklich liebte oder ob seine Liebe nur eine Laune des Augenblicks war. Denn um ihn vor Kredithaien zu schützen, gewährte ihm die „sanfte Frau“, wie er sie in seinen Briefen nannte, einen ziemlich hohen Kredit von 80 Zecchini, den sie nie zurückbekam.
Als Foscolo im Sommer 1813 Florenz verließ, schrieb er ihr noch eine Weile und täuschte ihr eine romantische, aber unmögliche Liebe vor, dann eine zärtliche Freundschaft und schließlich nur noch Fragen, die seine Schuld ihr gegenüber betrafen. Sie erkannte, dass sie verführt, verlassen und sogar betrogen worden war.

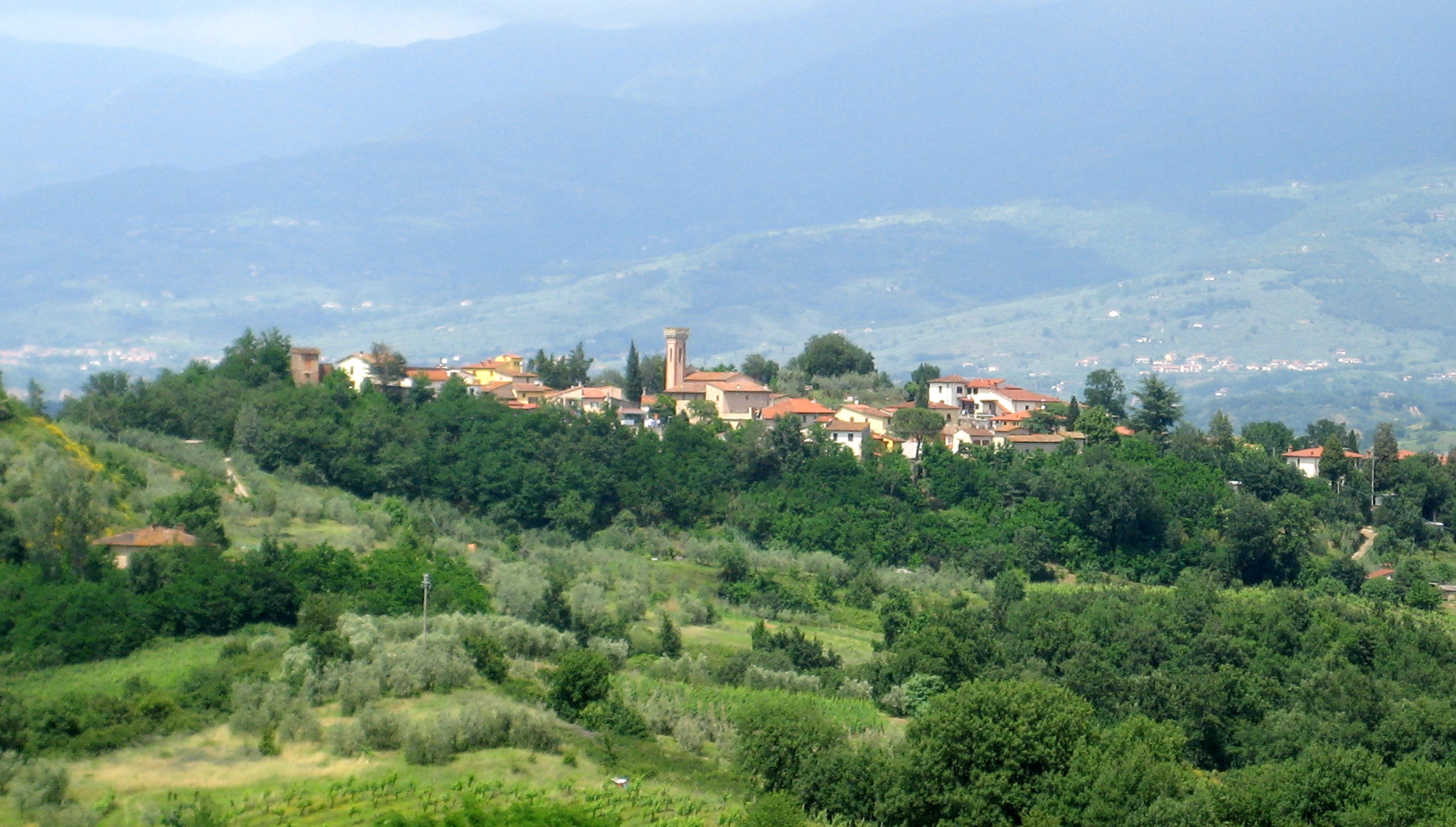
Die Landschaft von Montevarchi bei Ricasoli

Doch trotz des sentimentalen Missgeschicks mit Foscolo „vernachlässigte sie nie die schwere Aufgabe, die sie übernommen hatte: die Führung der Familie, die Verwaltung des Vermögens des Gatten. Und da ein nicht unbeträchtlicher Teil davon aus Grundbesitz bestand, zog sie sich für einige Monate im Jahr in die Villa zurück, um die landwirtschaftlichen Angelegenheiten zu beaufsichtigen, die sie mit so kluger Sorgfalt zu führen wusste, dass sie sie vergrößerte, und einige der landwirtschaftlichen Verbesserungen, die unter ihrer Schirmherrschaft in diesen ländlichen Gütern eingeführt wurden, wurden im Giornale Agrario Toscano gelobt.“ Die Ländereien der Magiotti befanden sich in Montevarchi, wohin Quirina im Herbst 1813 auch Foscolo einlud.
In Erinnerung an Foscolo pflegte sie Freundschaften mit Giuseppe Mazzini und Silvio Pellico und widmete sich nach 1830 religiösen und wohltätigen Werken, insbesondere für Kinder.
Dann jedoch „begann sie sich durch ein Leiden in den Verdauungsorganen heftig zu quälen […] nachdem ihre bittere Krankheit sich grausam verschlimmert hatte, mit festem und heiterem Geist, obgleich von heftigen Schmerzen zerrissen, unterstützt von ihren Eltern, an die sie kurz vor ihrem Tode ihre letzten Worte des Rates und der Liebe richtete, schied sie am Morgen des 3. Juli 1847 aus dem Leben. Ihre sterblichen Überreste ruhen im Kreuzgang von Santa Maria Novella“.

## Zitat
„Keine Frau verstand und liebte Foscolo mehr als Quirina Magiotti; oft von ihm vergessen, zeigte sie es nicht und fühlte sich vielleicht auch nicht gekränkt, denn ihre Zuneigung war so rein und so hoch, dass sie nicht durch weibliche Bosheit oder Groll gestört oder gemindert werden konnte. Sie liebte, ohne sich zu verstellen, ohne Forderungen zu stellen; sie war tolerant, sanftmütig, nie schimpfend, nie hart, sie half dem Dichter in seinen Nöten, manchmal offen, manchmal verborgen, immer zärtlich. Sie liebte es, seltsame und erhabene Dinge zu sagen, ohne um Liebe zu bitten oder sie zu erwarten; sie liebte als Vertraute der anderen Lieben des Dichters; sie liebte heiter, beständig, unermüdlich, indem sie ihrem geliebten Mann die Mühen und Schmerzen des Lebens erleichterte.“